# @@@@@
«@@@@@» es una mezcla de DJ de 62 minutos de duración lanzada como sencillo por la productora venezolana de música electrónica Arca. La mezcla se estrenó en la estación de radio en línea NTS el 19 de febrero de 2020. Se lanzó oficialmente el 21 de febrero de 2020 a través de XL Recordings.

## Antecedentes y lanzamiento
El 18 de febrero de 2020, Arca anunció que estrenaría nueva música junto con la publicación de un video críptico en sus cuentas de redes sociales. La mezcla se estrenó a las 6 p. m. GMT en la estación de radio en línea NTS. Poco después, se subió al canal de YouTube de Arca un video dirigido por Frederik Heyman que acompañaba los 62 minutos de la mezcla. Las fechas de la gira fueron anunciadas el mismo día. «@@@@@» se lanzó oficialmente el 21 de febrero de 2020 y también se reveló una lista de canciones a través de las redes sociales de Arca. El sencillo fue masterizado por Enyang Urbiks en Berlín.

## Lista de canciones
Todas las canciones están escritas y producidas por Alejandra Ghersi. La lista está adaptada de YouTube.
| N.º   | Título          | Duración |  |
| 1.    | «Diva»          | 1:01     |  |
| 2.    | «Construct»     | 1:46     |  |
| 3.    | «Turner»        | 3:01     |  |
| 4.    | «Devastation»   | 2:08     |  |
| 5.    | «Survivors»     | 1:19     |  |
| 6.    | «Recursion»     | 2:33     |  |
| 7.    | «Monstrua»      | 1:13     |  |
| 8.    | «Bebé»          | 0:25     |  |
| 9.    | «Amputee»       | 0:09     |  |
| 10.   | «Chipilina»     | 2:49     |  |
| 11.   | «In the Face»   | 0:38     |  |
| 12.   | «Predator»      | 2:42     |  |
| 13.   | «Pacifier»      | 3:00     |  |
| 14.   | «Psychosexual»  | 1:02     |  |
| 15.   | «Mujere»        | 2:13     |  |
| 16.   | «Cypher»        | 2:41     |  |
| 17.   | «Murciélaga»    | 4:00     |  |
| 18.   | «Phantasy»      | 1:29     |  |
| 19.   | «No lo digas»   | 2:48     |  |
| 20.   | «Amantes»       | 2:48     |  |
| 21.   | «Membrane»      | 2:45     |  |
| 22.   | «Apuro»         | 4:09     |  |
| 23.   | «Saintly Pride» | 3:26     |  |
| 24.   | «Avasallada»    | 1:41     |  |
| 25.   | «Dysphoria»     | 1:06     |  |
| 26.   | «Gaita»         | 2:09     |  |
| 27.   | «Form»          | 3:42     |  |
| 28.   | «Travesti»      | 1:20     |  |
| 29.   | «Heaventsent»   | 2:30     |  |
| 30.   | «X»             | 0:03     |  |
| 62:20 |                 |          |  |